# Eniea Dimokratiki Aristera
Die Eniea Dimokratiki Aristera (griechisch Ενιαία Δημοκρατική Αριστερά Eniéa Dimokratikí Aristerá, deutsch ‚Vereinigung der Demokratischen Linken‘, abgekürzt EDA) war eine hauptsächlich in den Jahren vor der griechischen Militärdiktatur aktive politische Partei in Griechenland.

## Gründung
Die Partei wurde als Zusammenschluss mehrerer linksgerichteten Parteien im Juli 1951 von bekannten Politikern gegründet, viele Ex-Mitglieder der Volksbefreiungsarmee ELAS (Ελληνικός / Εθνικός Λαϊκός Απελευθερωτικός Στρατός (ΕΛΑΣ)). Ursprünglich als Ersatz für oder politischer Arm der verbotenen Kommunistischen Partei Griechenlands (KKE) geplant, bekam sie ein eigenes pluralistischeres und gemäßigteres Profil.

## Entwicklung
Die EDA nahm an allen Wahlen in Griechenland von 1952 bis 1964 teil. Bei den Parlamentswahlen 1958 wurde sie mit einem Stimmenanteil von 24,42 Prozent die größte Oppositionspartei.
Bei den Parlamentswahlen 1961 und 1964 unterstützte die EDA indirekt die Enosis Kendrou (EK) gegen die Ethniki Rizospastiki Enosis (ERE). 1961 und 1963 erreichte sie Stimmenanteile von 14,34 Prozent und 1964 11,8 Prozent.
Vor den Parlamentswahlen 1963 erlebte Griechenland politische Unruhen nach der Ermordung des EDA-Abgeordneten Grigoris Lambrakis. EDA und die EK machten Ministerpräsident Konstantin Karamanlis und dessen ERE für den Mord verantwortlich. Teilweise gewalttätige Demonstrationen gefährdeten die politische Stabilität. Eine unabhängige Untersuchung durch den Ermittlungsrichter Christos Sartzetakis kam zu dem Ergebnis, dass extrem rechtsgerichtete Kreise mit Verbindungen zu Polizei und Geheimdienst für den Mordanschlag verantwortlich waren, eine direkte Verwicklung führender Kreise konnte jedoch nicht nachgewiesen werden.
Während der griechischen Militärdiktatur 1967 bis 1974 wurden die EDA und ihre Mitglieder vom Regime verfolgt.

## Auflösung
Nach der Wiederherstellung der Demokratie trat die EDA unter Führung des prominenten griechischen Linkspolitikers Ilias Iliou bei der Parlamentswahl 1974 in einem Wahlbündnis mit der Enomeni Aristera (Ενωμένη Αριστερά), der Kommunistischen Partei Griechenlands (KKE) und anderen Linksparteien an; die Eniea Dimokratiki Aristera kam auf 9,89 Prozent.  Bei der Wahl 1977 trat sie gemeinsam mit der Inlands-KKE an (2,72 Prozent). 1981 und 1985 trat sie nur noch in Listenverbindungen mit der Panellinio Sosialistiko Kinima (PASOK) auf.

## Lambrakis-Jugend
Im September 1964 wurde die bereits im Juni 1963 nach der Ermordung des EDA-Abgeordneten Grigoris Lambrakis zunächst als Demokratische Jugendbewegung Grigoris Lambrakis (Δημοκρατική Κίνηση Νέων Γρηγόρης Λαμβράκης (ΔΚΝΓΛ) Dimokratikí Kínisi Néon Grigóris Lambrákis) gegründete Demokratische Lambrakis-Jugend (Δημοκρατική Νεολαία Λαμπράκη Dimokratikí Neoléa Lambráki) mit der Jugendorganisation der EDA vereinigt. Die „Lambrakiden“ stellten eine dynamische politische Jugendorganisation dar. Sie spielten insbesondere bei den heftigen, von teilweise auch gewalttätigen Demonstrationen begleiteten, Auseinandersetzungen Mitte der sechziger Jahre eine aktive Rolle, waren aber auch in der Bildungsarbeit und etwa für die Elektrifizierung von Dörfern engagiert. Ihr erster Vorsitzender war Mikis  Theodorakis. Später ging die Lambrakis-Jugend praktisch in der mit der eurokommunistisch orientierten Inlands-KKE verbundenen politischen Jugendorganisation ’’Rigas Feraios’’ auf.

## Politiker der EDA
Bekannte Politiker der EDA waren
- Grigoris Lambrakis
- Manolis Glezos
- Ilias Iliou
- der Dichter Jannis Ritsos
- der Komponist Mikis Theodorakis